# Lendvadedes
Lendvadedes is een plaats (község) en gemeente in het Hongaarse comitaat Zala. Lendvadedes telt 33 inwoners (2001).